# 958 Asplinda
Asplinda (asteroide 958) é um asteroide da cintura principal com um diâmetro de 47,08 quilómetros, a 3,2455562 UA. Possui uma excentricidade de 0,1849072 e um período orbital de 2 902,13 dias (7,95 anos).
Asplinda tem uma velocidade orbital média de 14,92628387 km/s e uma inclinação de 5,63446º.
Esse asteroide foi descoberto em 28 de Setembro de 1921 por Karl Reinmuth.